# マグヌス・エンケル
マグヌス・エンケル（Knut Magnus Enckell、1870年11月9日 - 1925年11月22日）はフィンランドの画家である。

## 略歴
フィンランド南東部、キュメンラークソ県のハミナに牧師の息子に生まれた。1889年から1891年の間、ヘルシンキで修業した後、1891年にパリに渡り、アカデミー・ジュリアンでジュール・ジョゼフ・ルフェーブルとジャン＝ジョセフ・バンジャマン＝コンスタンに学んだ。
ピエール・ピュヴィス・ド・シャヴァンヌの象徴主義やジョゼファン・ペラダンの神秘主義の影響も受けた。ブルターニュで活動し自画像やブルターニュの女性を描いた。
1894年、1895年にイタリアを旅し、ミラノ、フィレンツェ、ラヴェンナ、シエナ、ヴェネツィアを訪れ、作品の色調は明るいものになった。20世紀の最初の数年間になると、ポスト印象派の影響を受けたスタイルになった。1907年にタンペレの新しい大聖堂の装飾画を描いた。1909年にフィンランドの画家、ヴェルネル・トーメ、エレン・テスレフや、アルフレッド・ウィリアム・フィンチらとともに「7人会(septem-ryhmä)」を結成し活動した。
1925年にストックホルムで死去し、故郷に葬られた。

## 作品

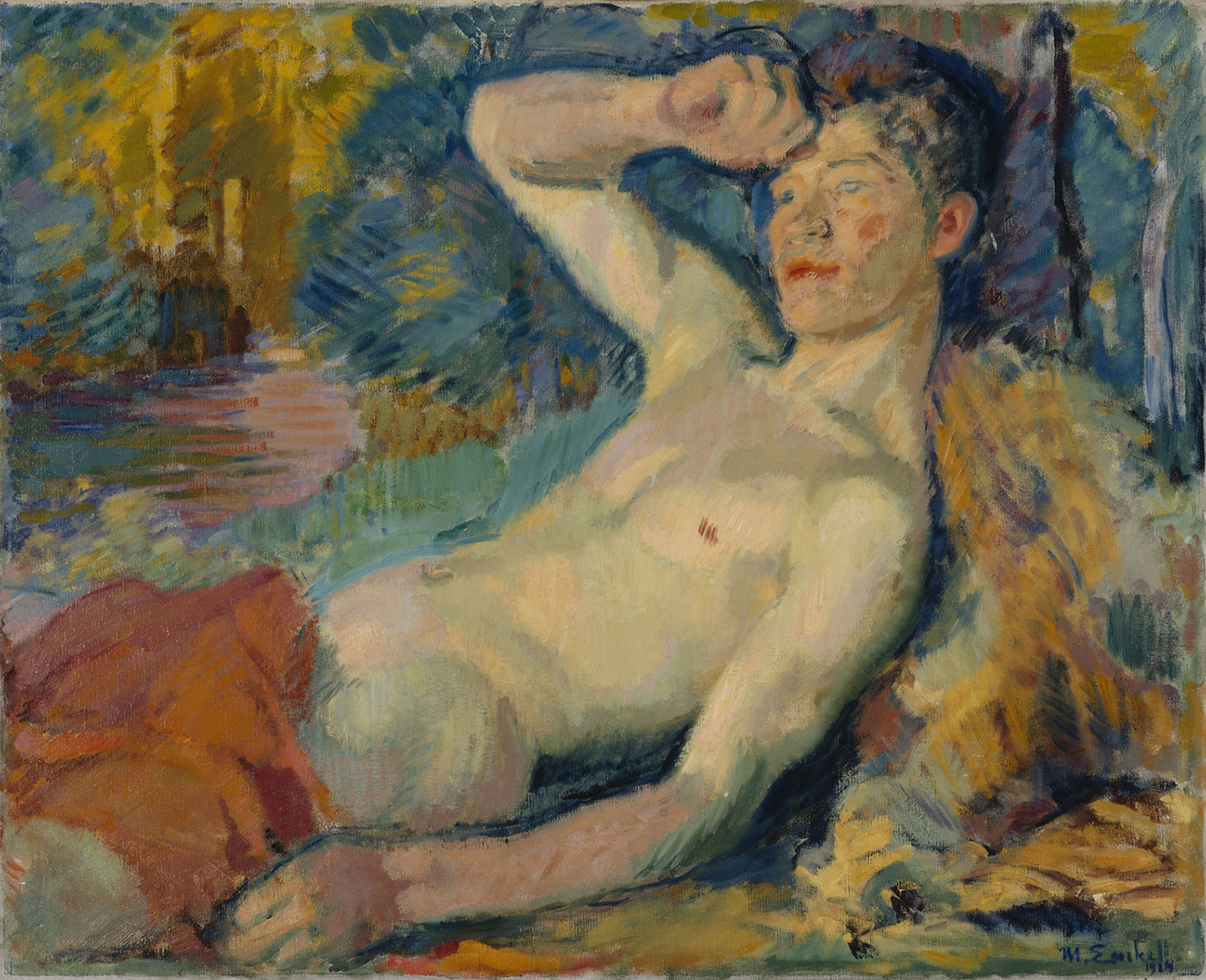
目を覚ました牧神 (1914)
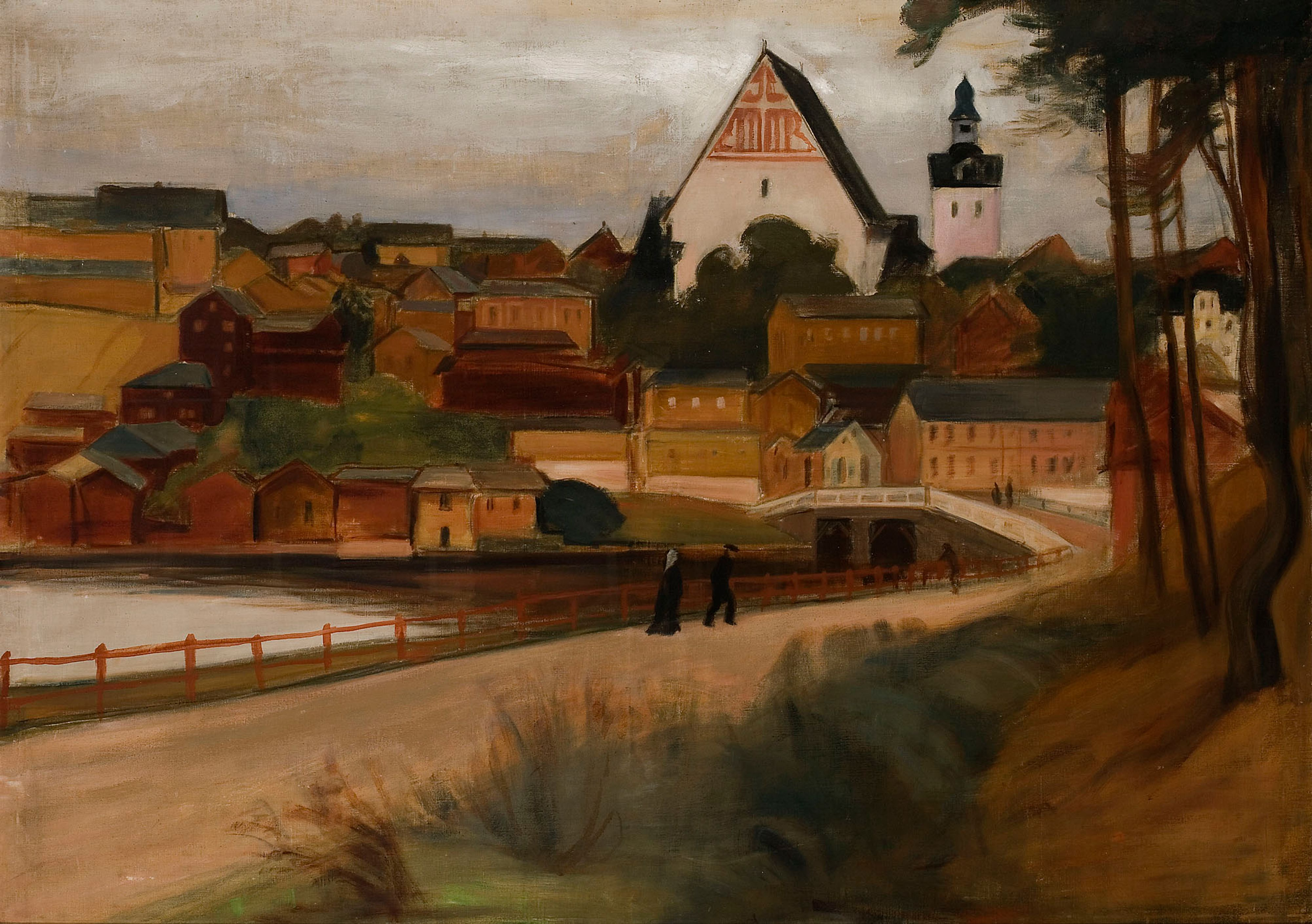
ポルヴォーの風景 (1899)
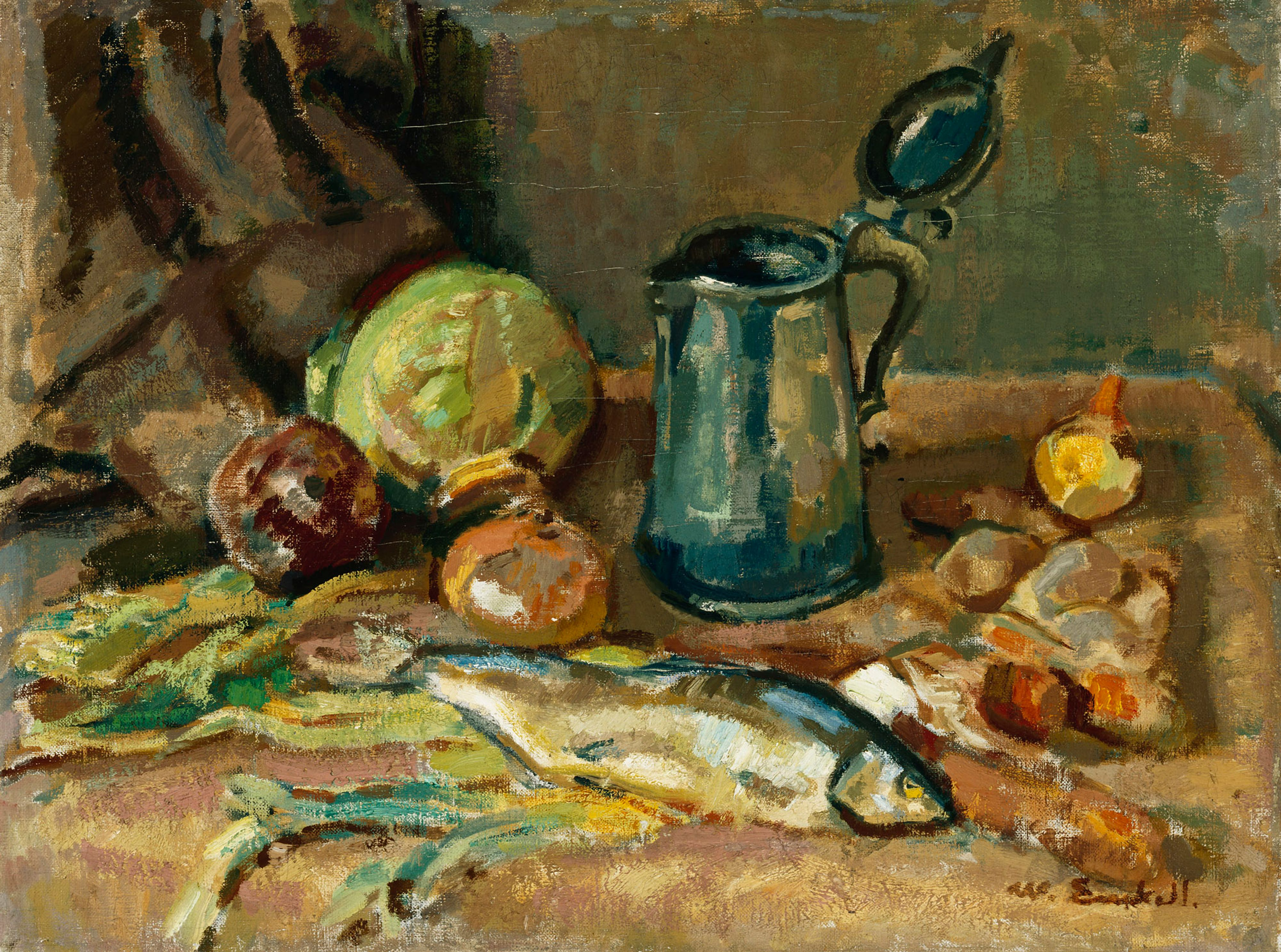
静物画 (1912)
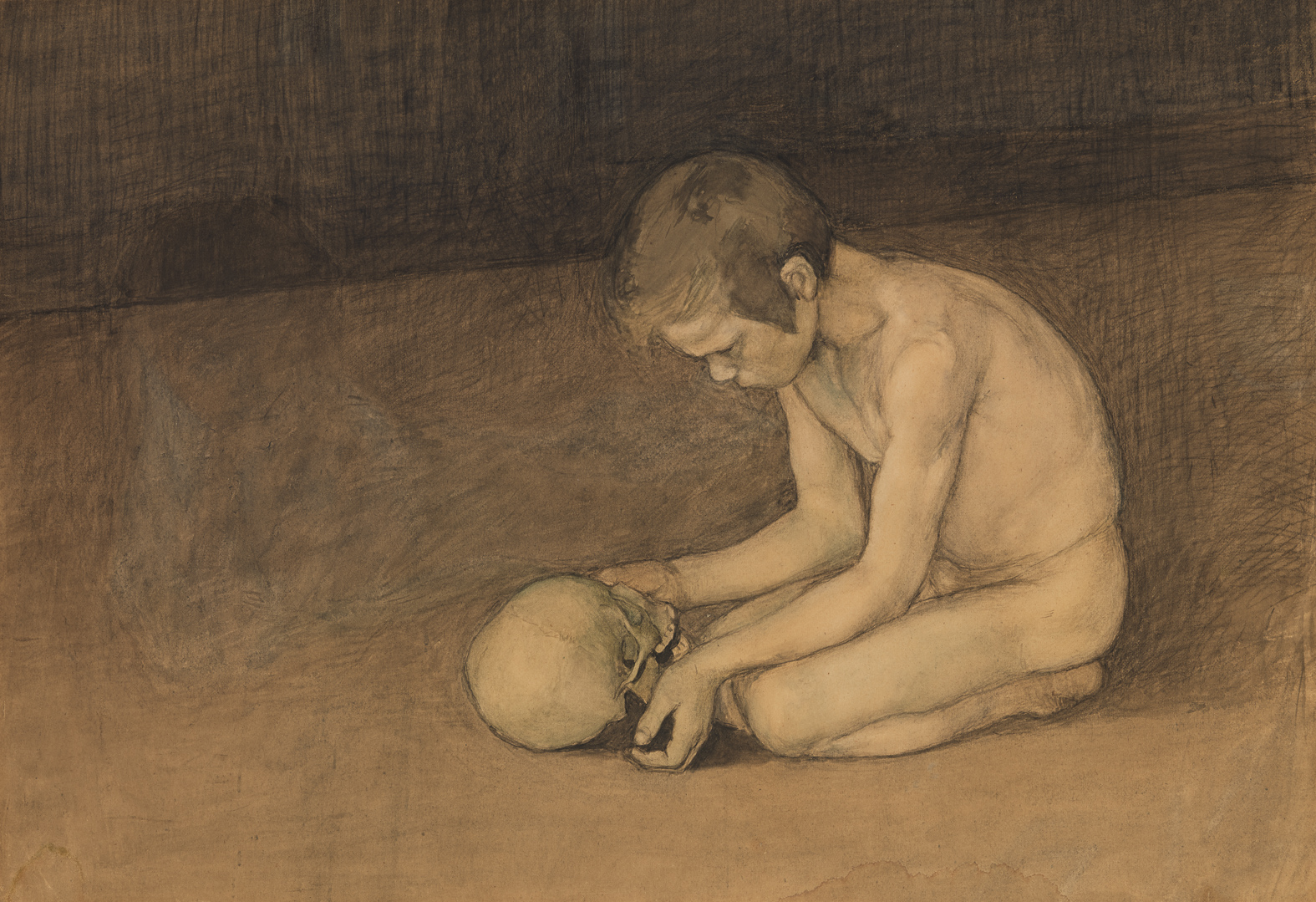
少年と頭蓋骨（1893）

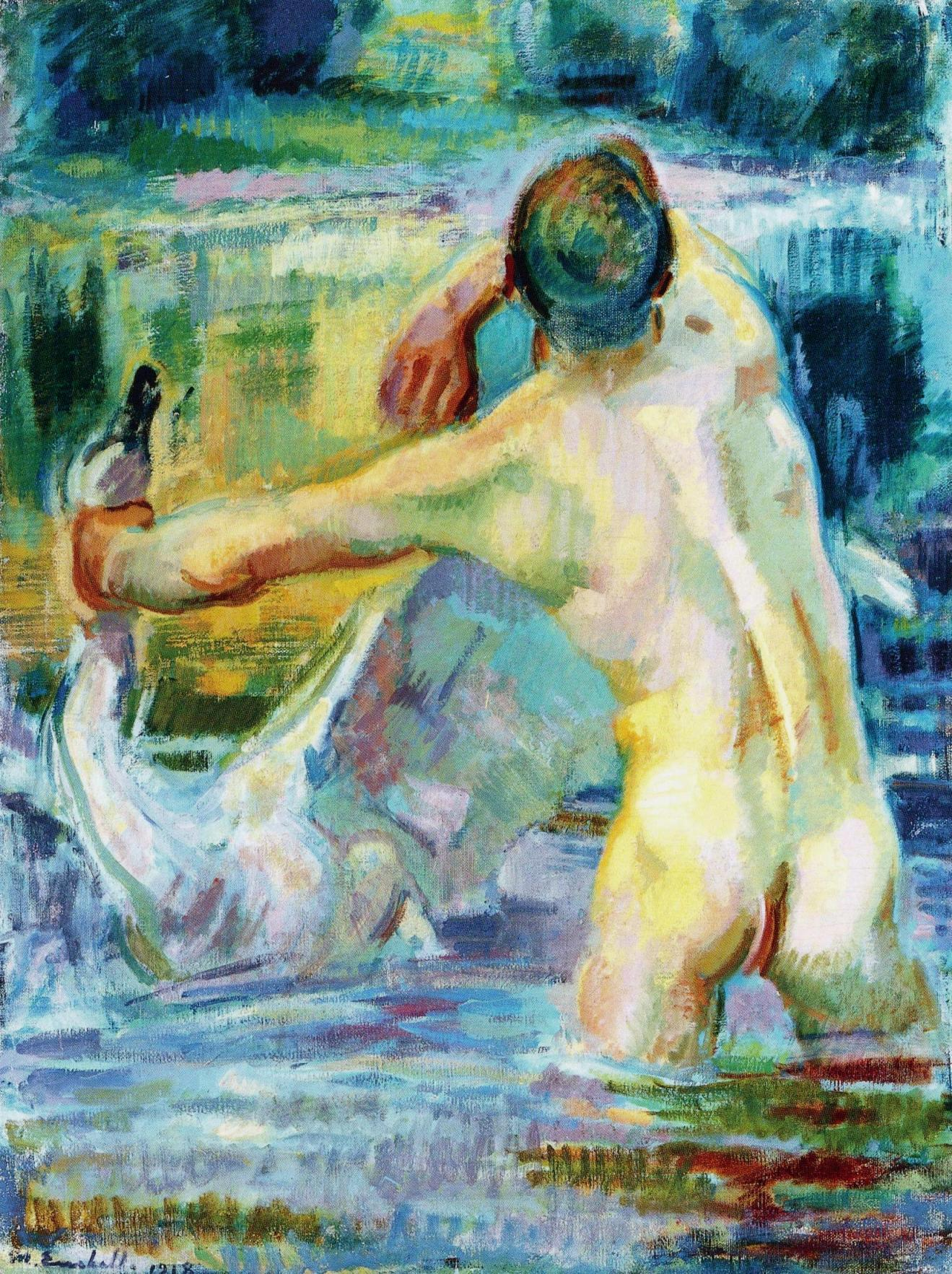
男と白鳥 (1918)
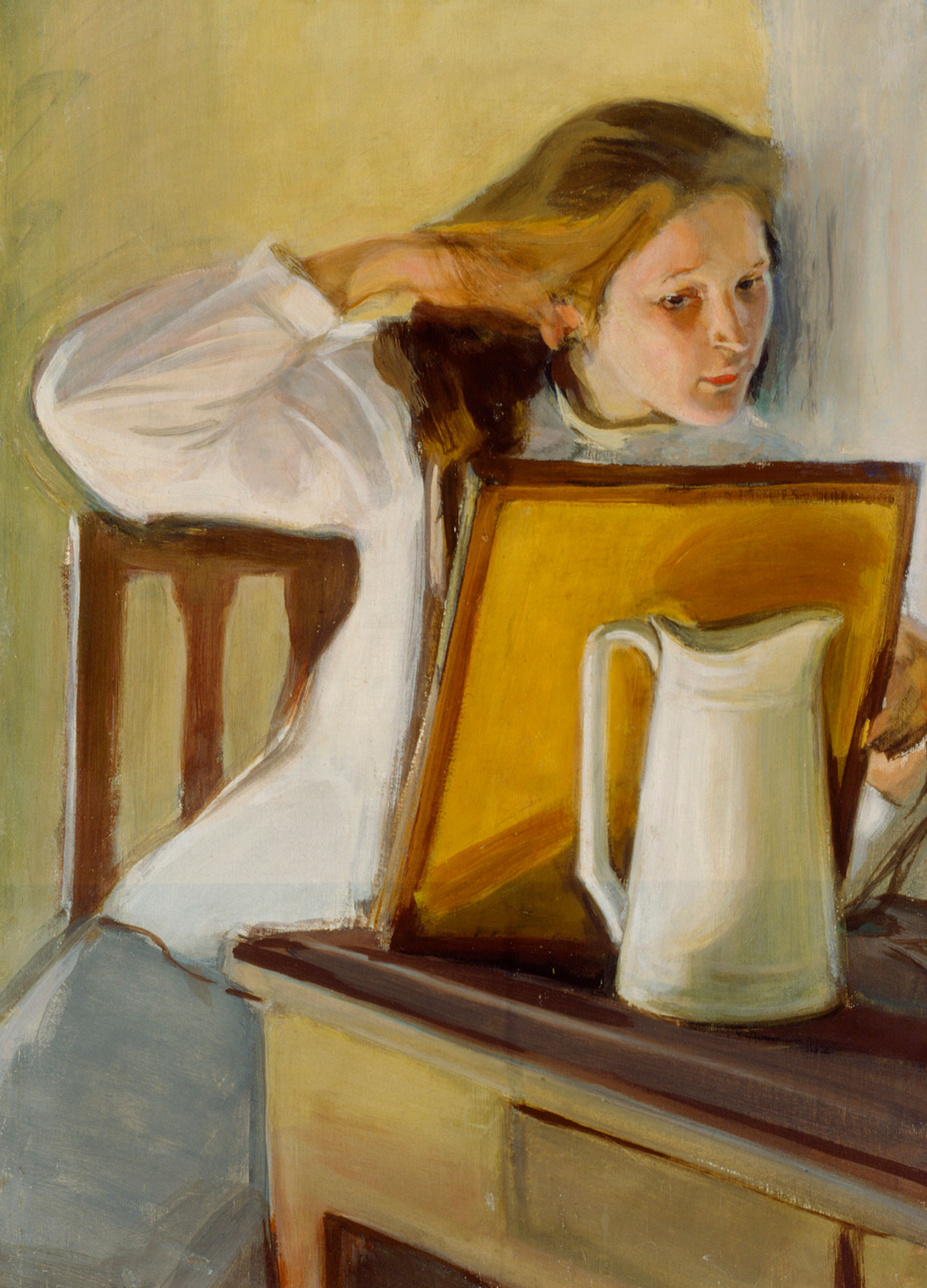
髪を梳く少女 (1902)
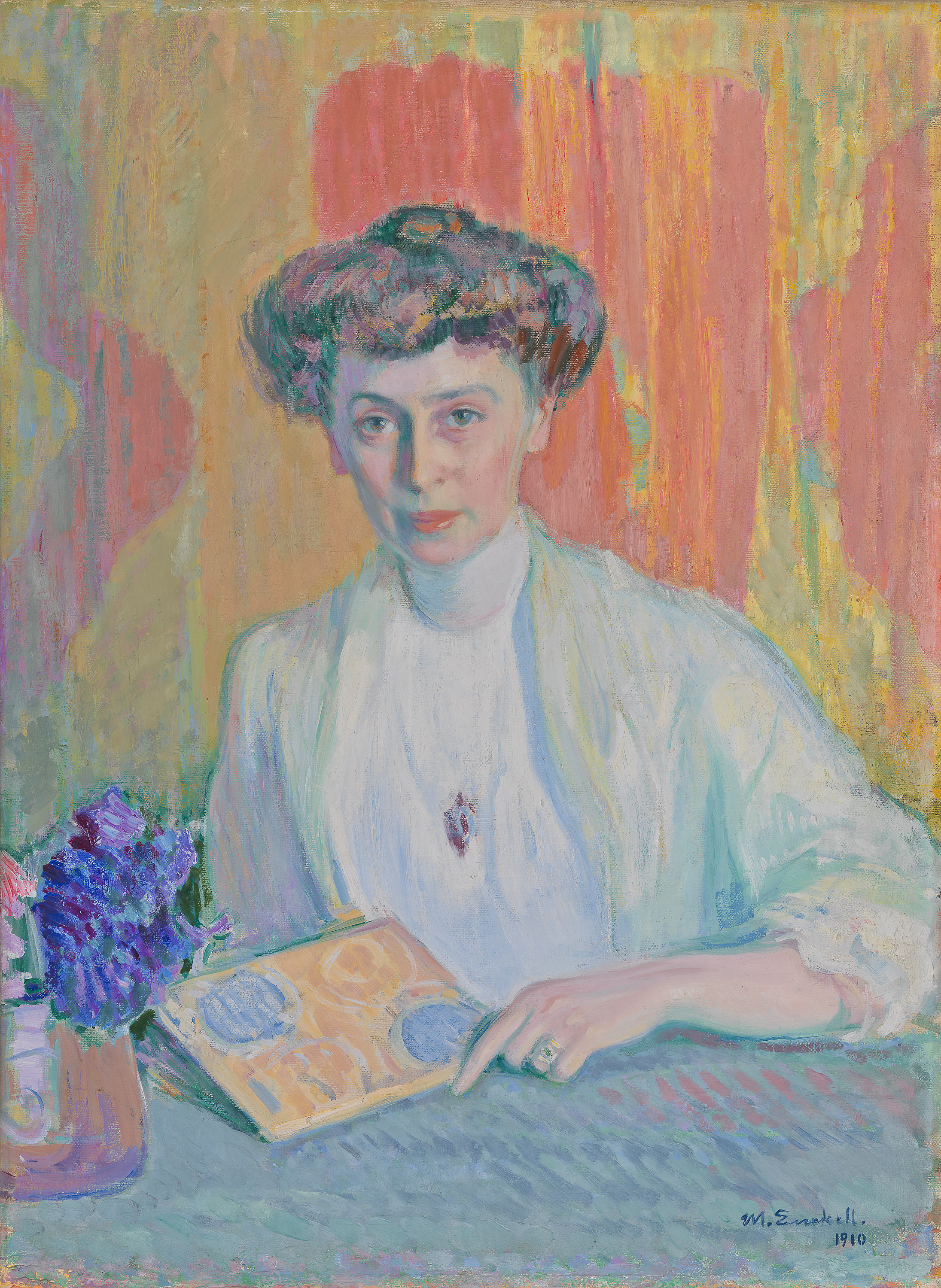
婦人像 (1910)